# UDC时代大厦
UDC时代大厦是位于杭州市钱江新城的一座集商业、办公、金融为一体的高层双塔型写字楼。2010年3月建成。由华联发展集团（UDC）旗下的杭州华联置业有限公司开发。

## 简介
位于新业路剧院路交叉口，东侧为宏程国际大厦。高138米共36层，地上34层，地下2层，占地面积15506平方米，总建筑面积122781平米。

## 结构
- 楼层：商业裙房1-4F
- 办公用房5-32F
- 避难层：18F
- 办公楼层建筑面积：1465㎡
- 电梯台数：每座9台
- 停车楼层：2层（地下1-2层）
- 停车位：490个